# La magnifica ossessione (programma televisivo)
La magnifica ossessione è una maratona cinematografica andata in onda su Rai 3 nel 1985 e nel 1986 e sulle tre reti Rai nel 1995.

## Edizione 1985
La prima edizione (durata totale: 40 ore non stop) è stata realizzata da Enrico Ghezzi insieme a Irene Bignardi e Marco Melani e ha preso il via alle 9 del mattino del 28 dicembre fino alle prime ore del 30 dicembre su Rai 3. Si è partiti con un'antologia di film dei fratelli Lumière, per proseguire con pellicole d'essai, il tutto intervallato da interviste esclusive, cortometraggi, caroselli, spot d'autore, trailer, video musicali, ecc. lasciando spazio soltanto alle edizioni del TG3 e all'allora consueta partita di basket del tardo pomeriggio di sabato. Una sigla realizzata appositamente da Mario Schifano (con le immagini che scorrono sulle note di Everybody's Been Burned dei Byrds) ha incorniciato il seguente palinsesto;
- ore 09:00 - 28 dicembre 1895-1985: "La magnifica ossessione", 40 ore nonstop per 90 anni di Cinema;

- ore 10:00 - Corti e Cortissimi: Animazioni, letture d'autore, cult-movies;

- ore 10:30 - Due episodi del film  Il piccolo teatro di Jean Renoir (1969): Il re d'Yvetot e La cantante;

- ore 11:10 - La valigia dei sogni di Luigi Comencini;

- ore 12:45 - Omaggio a Roberto Rossellini: una scena inedita di "Europa '51", due rarità di repertorio e una sorpresa;

- ore 13:35 - Spazio Sorpresa: Film medio, corto e cortissimo;

- ore 14:45 - Pastorale (1975) di Otar Ioseliani;

- ore 16:30 - Cime tempestose (1954) di Luis Buñuel;

- ore 19:35 - Incontro in Studio - Con protagonisti del cinema;

- ore 20:10 - Camera 666 (1982) di Wim Wenders;

- ore 21:00 - Martin Scorsese - Robert De Niro - Sequenze inedite;

- ore 21:30 - De nåede færgen (1948) di Carl Theodor Dreyer;

- ore 21:45 - Corti cortissimi - cult-movies, lettere d'amore;

- ore 22:30 - I cancelli del cielo (1980) di Michael Cimino;

- ore 02:00/08:00 - Notte senza fine - Lungometraggi, cortometraggi, inediti, film d'avanguardia o maledetti, videomusica, pubblicità d'autore: tra di essi i film I visitatori (1972) di Elia Kazan e Maschere di celluloide (1928) di King Vidor[2];

- ore 10:15 - Il messia (1975) di Roberto Rossellini;

- ore 12:45 - Il ballo delle ingrate (1976) di Ingmar Bergman;

- ore 14:00 - The Black Cat (1934) di Edgar G. Ulmer;

- ore 16:40 - Un dollaro d'onore (1959) di Howard Hawks;

- ore 19:40  - Queen Kelly (1928) di Eric von Stroheim;

- ore 21:10 - Una vita così: Documenti - "Dino Risi e il Cinema";

- ore 22:30 - L'amore fugge (1978) di François Truffaut[3];

- ore 24:00 - Omaggio a Orson Welles;

- ore 00:20 - Il diabolico dottor Mabuse (1960) di Fritz Lang[3];

- ore 01:50 - Cortissimi (Majakovskij)

## Edizione 1986
Nel 1986 l'esperienza si è ripetuta, prendendo a pretesto il centenario della pubblicazione del racconto di Robert Louis Stevenson The strange case of Dr. Jekyll and Mr. Hyde. Per vicissitudini aziendali, però, non si è ripetuto il formato-maratona: questa volta il ciclo si è dispiegato per una decina di giorni, sparsi fra l'8 e il 21 marzo e rimanendo in orari più comuni, ovvero le 17, le 20:30 e le 23. Fra i film spiccarono due adattamenti per il grande schermo del già citato racconto di Stevenson e le prime visioni di Cotton Club, Videodrome nonché il Metropolis musicato e colorato da Giorgio Moroder.

## Edizione 1995
La terza edizione intitolata Fuoriorario: La magnifica ossessione - Cent'anni d'invenzione senza futuro, proposta nel 1995 per festeggiare il centenario della nascita del cinema, si è dispiegata su tutte le tre reti Rai per tre notti, dal 28 al 30 dicembre. In totale lo spettatore nottambulo ha potuto "assaggiare" (non vedere integralmente perché le proposte si sovrapponevano) 65 titoli tra corto e lungometraggi per circa 100 ore di cinema in tv, tra inediti e prime visioni, in lingua originale, restaurate o integrali. La selezione è stata, secondo Ghezzi, "assolutamente arbitraria" ed anche "una sfida al videoregistratore", proprio perché le proposte sono state trasmesse in contemporanea dalle tre reti. In contemporanea, beninteso, ma non a reti unificate: ogni notte ciascuna rete ha trasmesso proposte cinematografiche diverse. Tra i registi dei film della rassegna ci sono stati Godard, Antonioni, Vigo, Bertolucci, Bergman, oltre a numerose rarità. Il 28 dicembre è stato inoltre trasmesso un curioso accostamento in prima serata su Rai 3: Dumbo seguito da La donna che visse due volte.